# 947
947(구백사십칠)은 946보다 크고 948보다 작은 자연수다.

## 수학
- 161번째 소수(素數)다. 앞의 소수는 941, 다음 소수는 953이다.
- {\displaystyle 947=113+127+131+137+139+149+151}
  - 연속하는 소수(素數) 7개의 합으로 나타낼 수 있으며, 이 성질을 지닌 앞의 수는 905, 다음 수는 991이다.
- {\displaystyle 17^{22}-1}은 947로 나누어떨어진다.

## 과학
- NGC 947: 고래자리 방향에 있는 중간나선은하.

## 교통
- 947번 홋카이도도(일본어판)

## 문화유산
- 대한민국의 보물 제947호: 해남 미황사 대웅전

## 방송
- 947(영어판): 남아프리카 공화국의 라디오 방송국.

## 기타
- 연도: 947년, 기원전 947년